# Rastrococcus truncatispinus
Rastrococcus truncatispinus är en insektsart som beskrevs av Williams 1985. Rastrococcus truncatispinus ingår i släktet Rastrococcus och familjen ullsköldlöss. Inga underarter finns listade i Catalogue of Life.